# Gammarus sichuanensis
Gammarus sichuanensis is een vlokreeftensoort uit de familie van de Gammaridae. De wetenschappelijke naam van de soort is voor het eerst geldig gepubliceerd in 2002 door Hou, Li & Zheng.